# État d'urgence (film)
Pour les articles homonymes, voir État d'urgence (homonymie).
État d'urgence (The Peacekeeper) est un film d'action canado-américain, réalisé par Frédéric Forestier, sorti en 1997.

## Fiche technique
- Titre original : The Peacekeeper
- Réalisation : Frédéric Forestier
- Scénatio : Stewart Harding et Robert Geoffrion
- Producteur : Nicolas Clermont, Avi Lerner, et Elie Samaha
- Compositeur : François Forestier
- Durée : 98 minutes
- Genre : Action
- Date de sortie : Décembre 1997 aux États-Unis (HBO), 5 août 1998 en France (VHS)

## Distribution
- Dolph Lundgren (VF : Daniel Beretta ; VQ : Pierre Auger) : Major Frank Cross
- Michael Sarrazin (VQ : Yves Corbeil) : Lt. Colonel Douglas Murphy
- Montel Williams (VQ : Daniel Picard) : Lt. Colonel Northrop
- Roy Scheider (VQ : Claude Préfontaine) : Président Robert Baker
- Christopher Heyerdahl (VQ : Jean-Luc Montminy) : Hettinger
- Monika Schnarre : Jane